# Moshe Ziffer
Moshe Ziffer (hebräisch משה ציפר; geboren am 24. April 1902 in Przemyśl, Österreich-Ungarn; gestorben am 9. April 1989 in Tel Aviv) war ein israelischer Bildhauer.

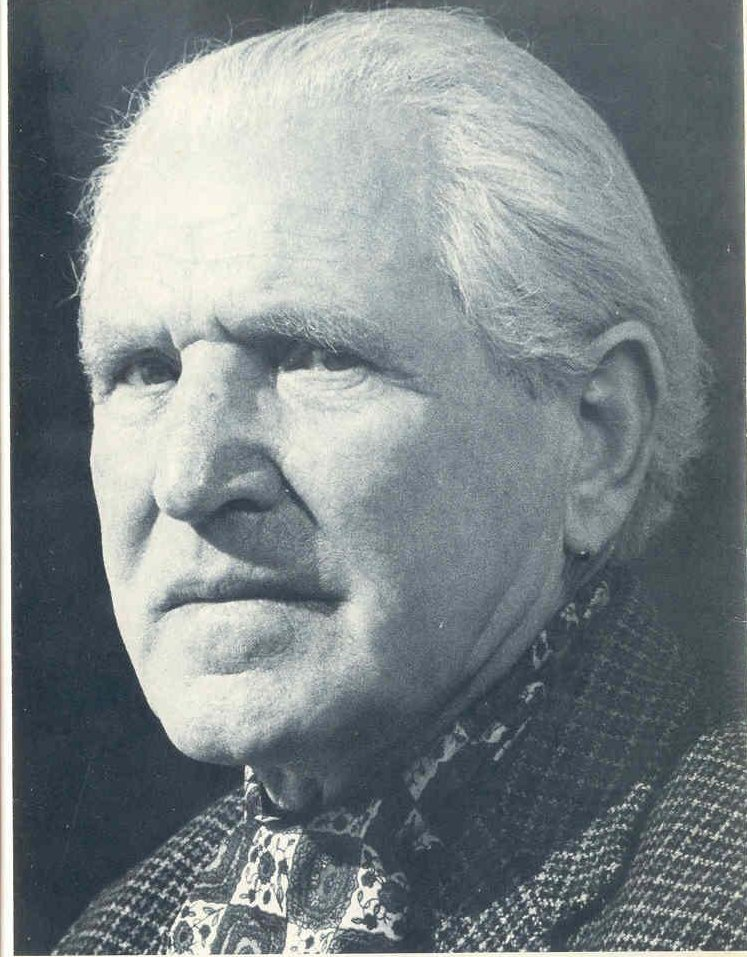
Moshe Ziffer (1979)

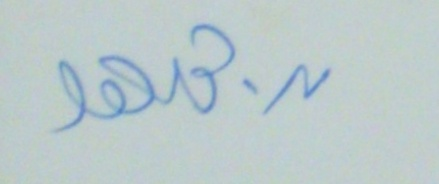
Signatur

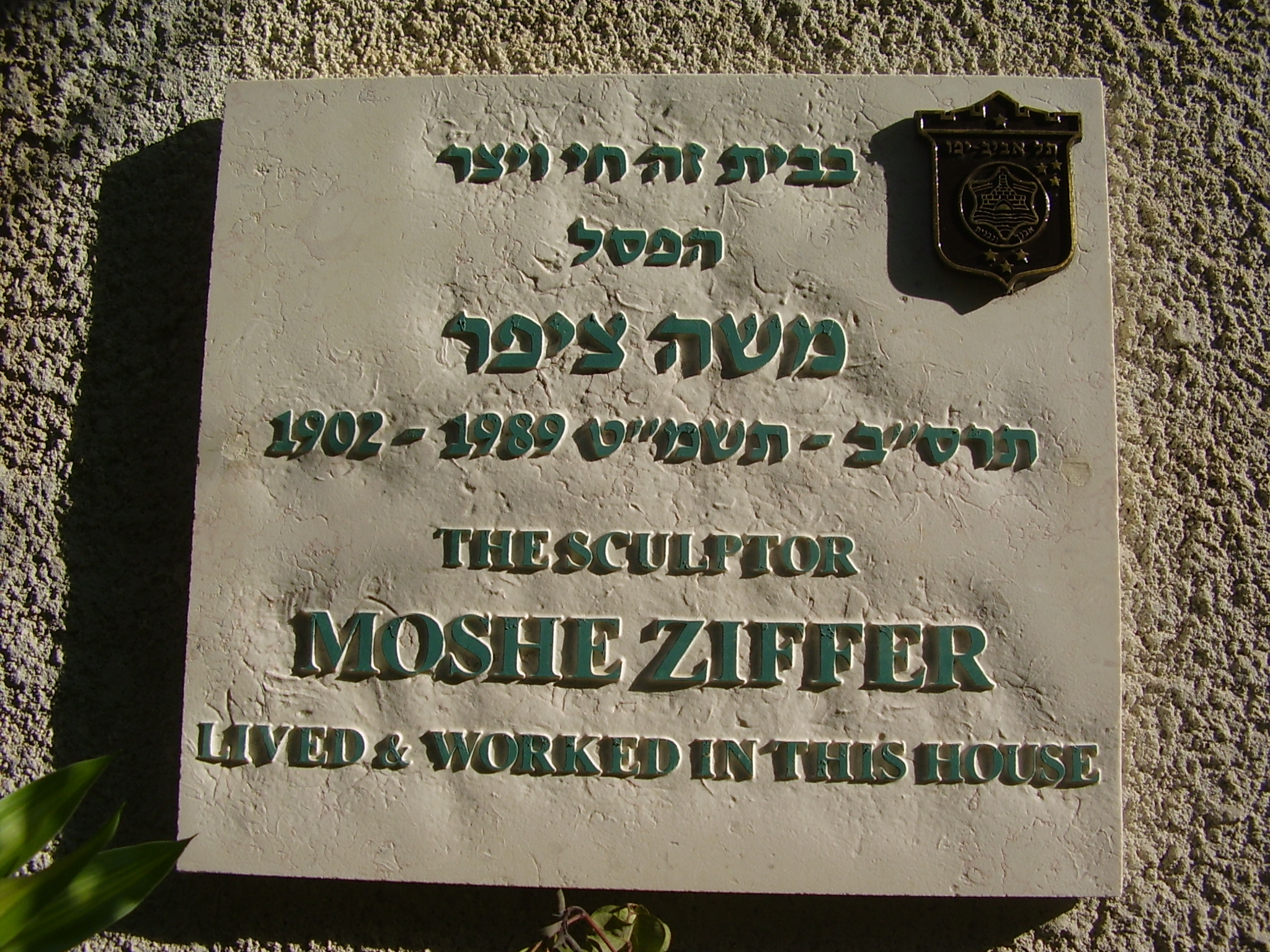
Tel Aviv

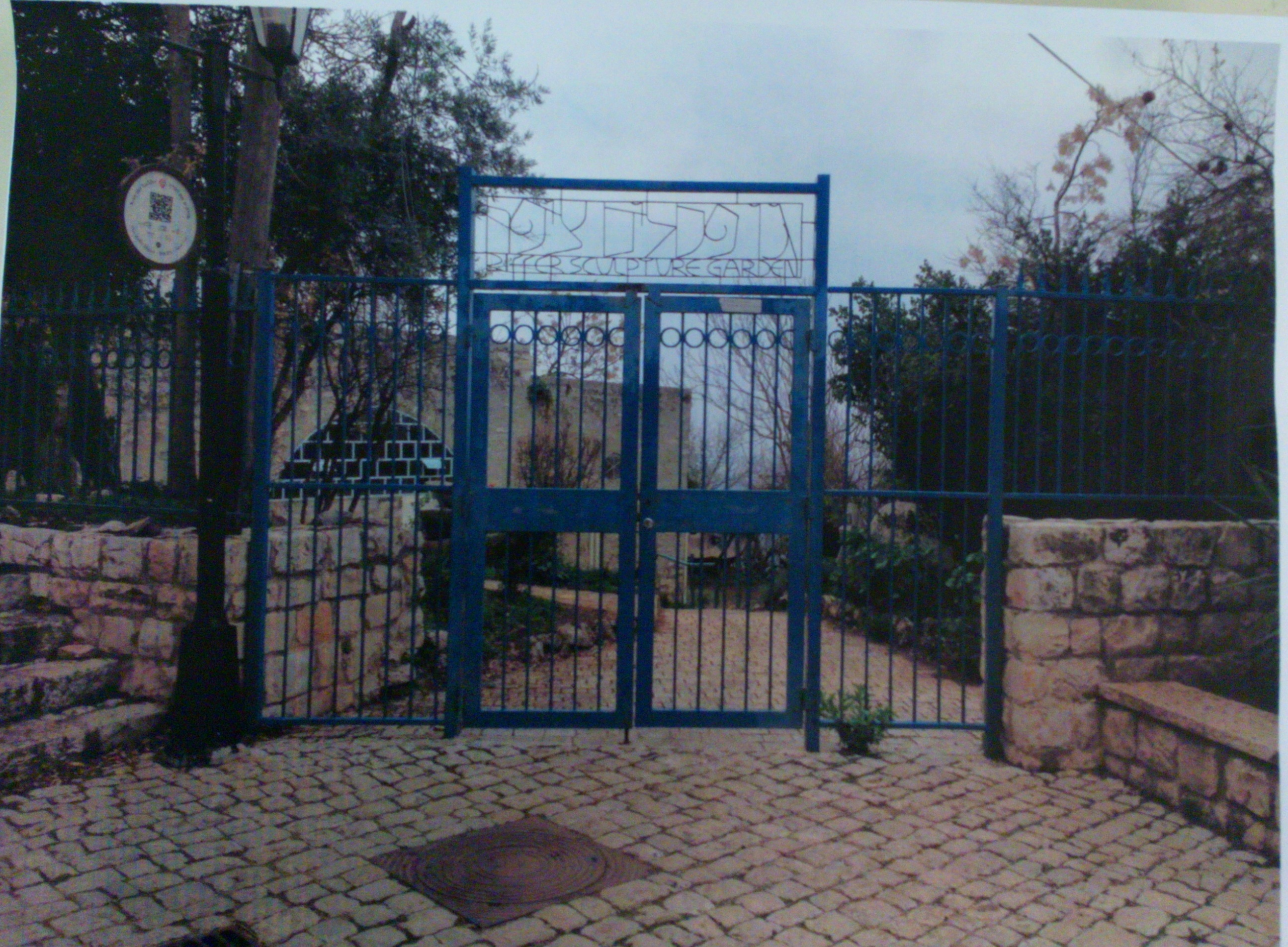
Ziffer sculpture garden in Safed

## Leben
Moshe Ziffer besuchte ein polnischsprachiges Gymnasium und engagierte sich im sozialistisch-zionistischen Jugendverband Hashomer Hatzair. In Vorbereitung der Alija erlernte er den Beruf des Zimmerers. 1919 ging er nach Palästina und war 1922 Mitgründer des Kibbuz Beit Alfa. Er erkrankte an Malaria, beschäftigte sich mit künstlerischen Aufgabenstellungen und arbeitete als Assistent von Avraham Melnikov in Jerusalem. Ziffer kehrte zum Auskurieren seiner Erkrankung nach Wien zurück und begann bei Eugen Gustav Steinhof an der Kunstgewerbeschule des Österreichischen Museums für Kunst und Industrie Bildhauerei zu studieren. 1925 schickte Steinhof fünf seiner Skulpturen zur Exposition internationale des arts décoratifs et industriels modernes nach Paris. Im Jahr 1927 begleitete er Steinhof bei einem Parisbesuch und wurde dessen Kollegen Constantin Brâncuși und Pablo Gargallo vorgestellt. 1928 durfte er erstmals 23 Skulpturen in der Wiener Galerie Holbein präsentieren. 1929 setzte er sein Studium an der Berliner Hochschule der Künste fort, Albert Einstein, den er mit einer Büste porträtierte, förderte ihn materiell und ideell und belustigte sich an Wortspielen mit beider Familiennamen.
Nach der Machtübergabe an die Nationalsozialisten 1933 musste Ziffer nach Jerusalem zurückkehren. 1937 ging er erneut nach Paris, bei Ausbruch des Zweiten Weltkriegs 1939 war er wieder in Palästina. Ziffer unterrichtete nun Bildhauerei in Jerusalem und dann in Tel Aviv. 1941, 1947 und 1949 erhielt er den Dizengoff-Preis für Skulptur. Ab 1959 richtete er in Safed in einem aufgegebenen Hamam aus dem 18. Jahrhundert und dessen Grundstück sein Atelier und einen Skulpturengarten ein, das Ensemble stifteten er und seine Frau Rachel Melzer 1984 der Stadt. Sein Atelierhaus in Tel Aviv wurde postum in die Universität Tel Aviv integriert.

Werke im öffentlichen Raum
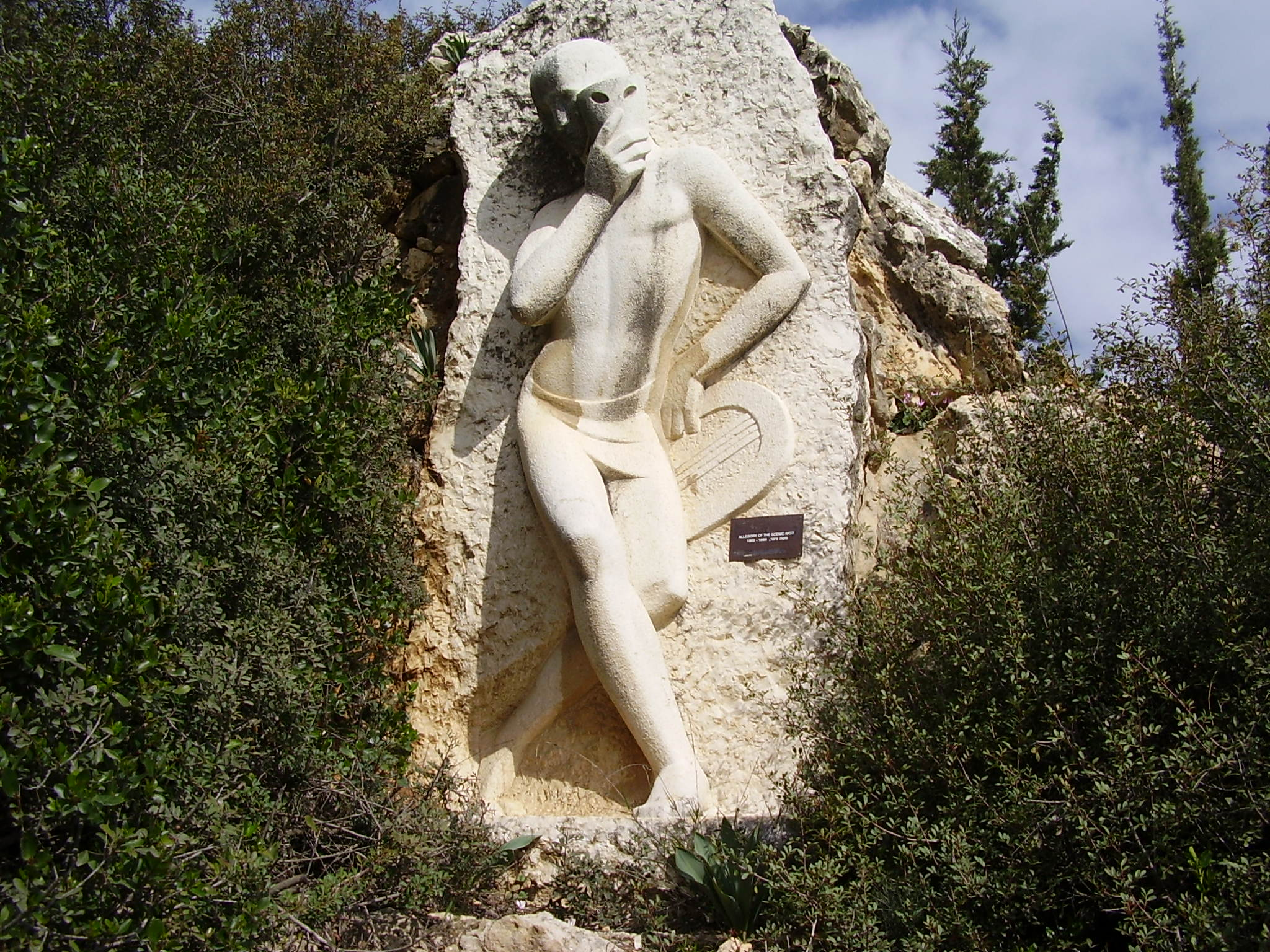
Allegorie der Wissenschaften
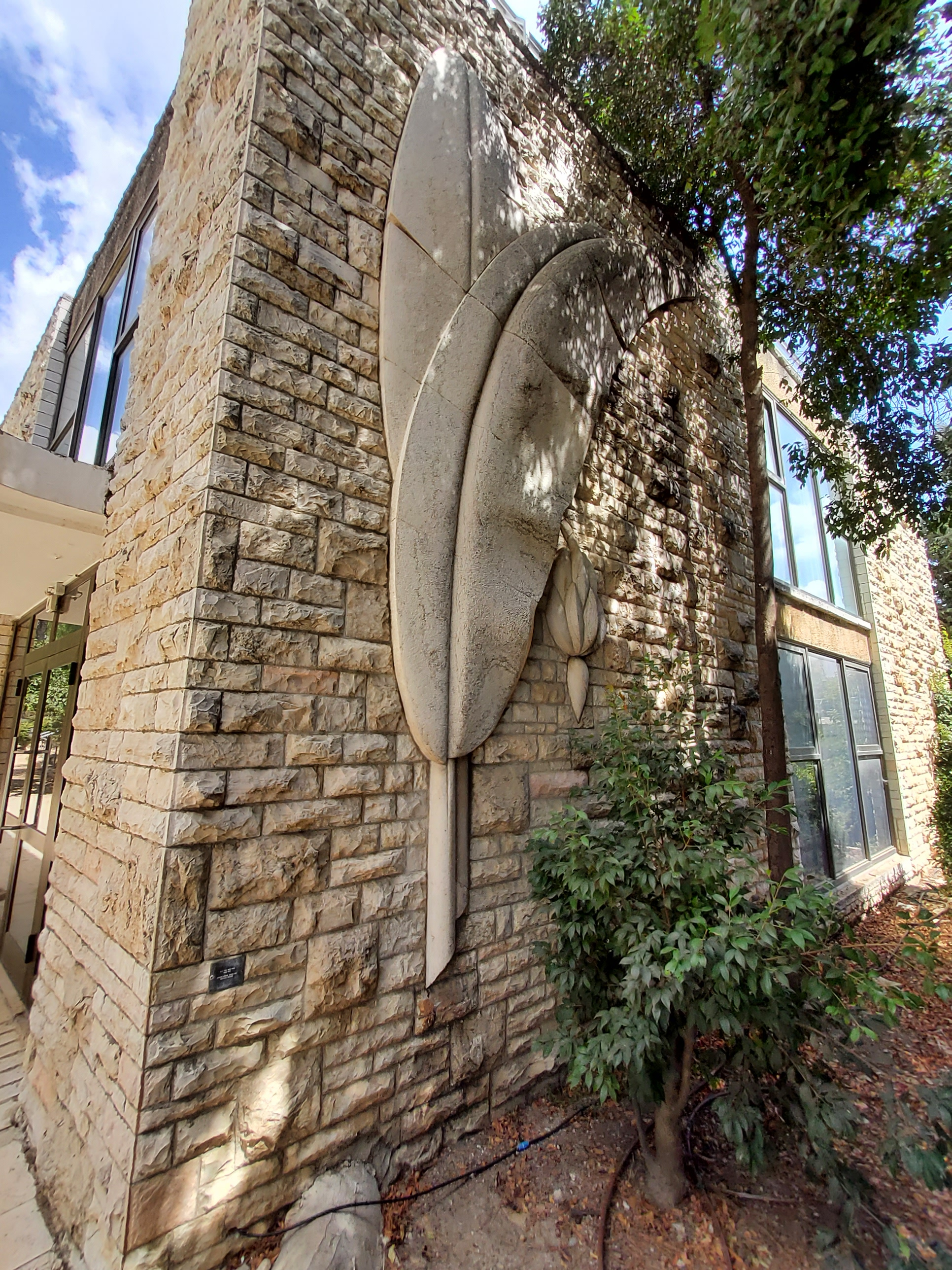
Hebräische Universität
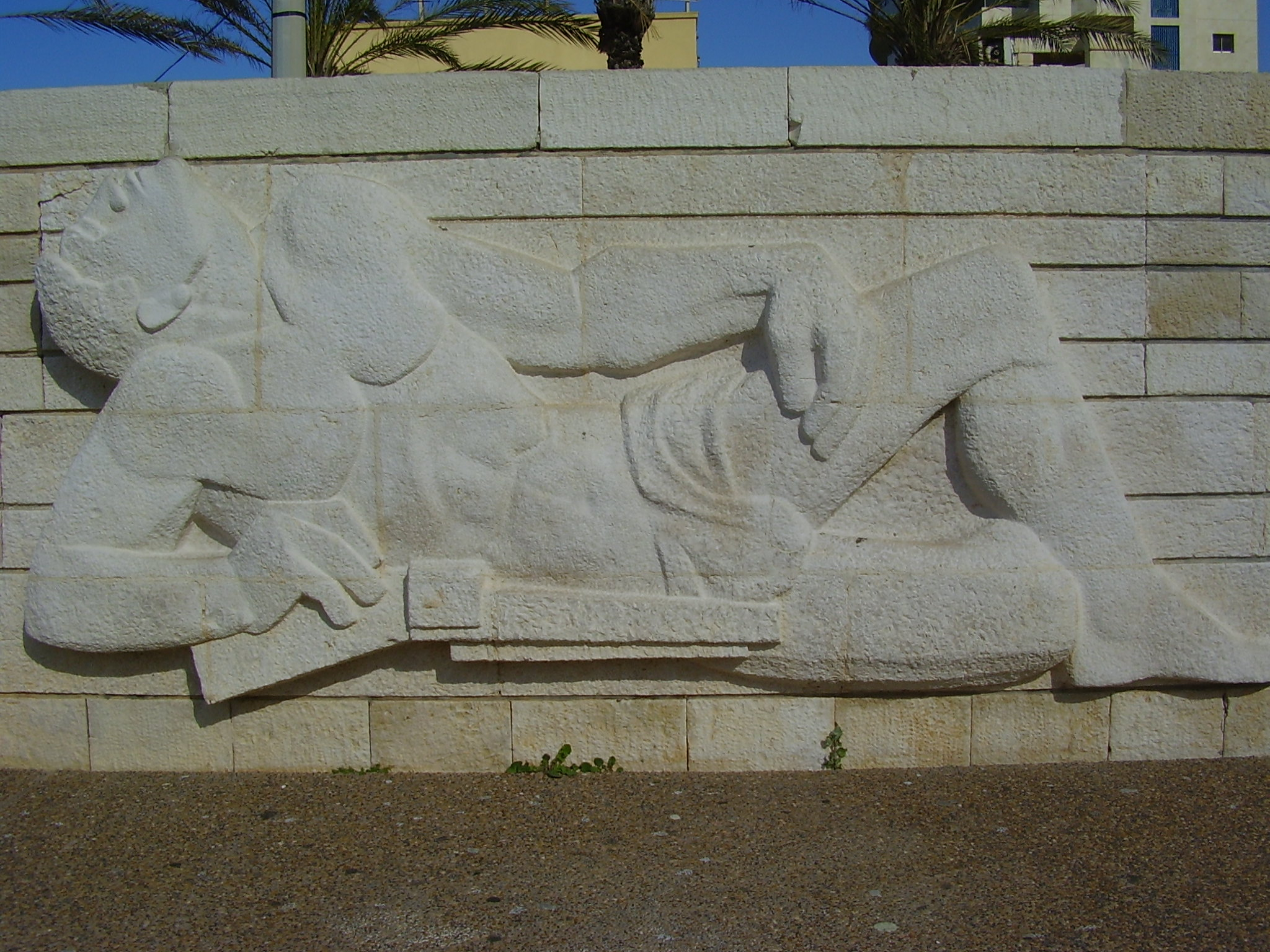
Netanja
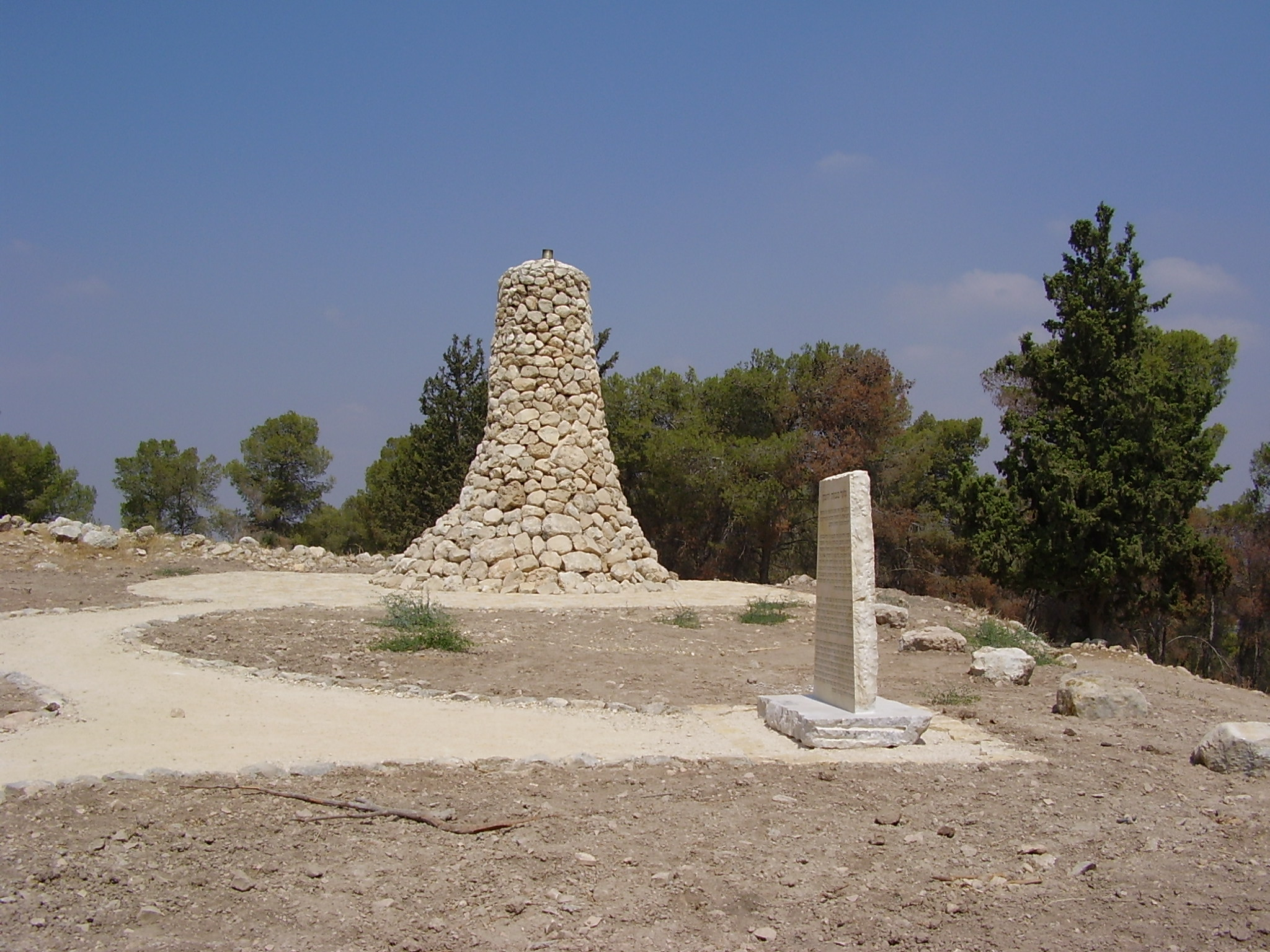
Gilboa
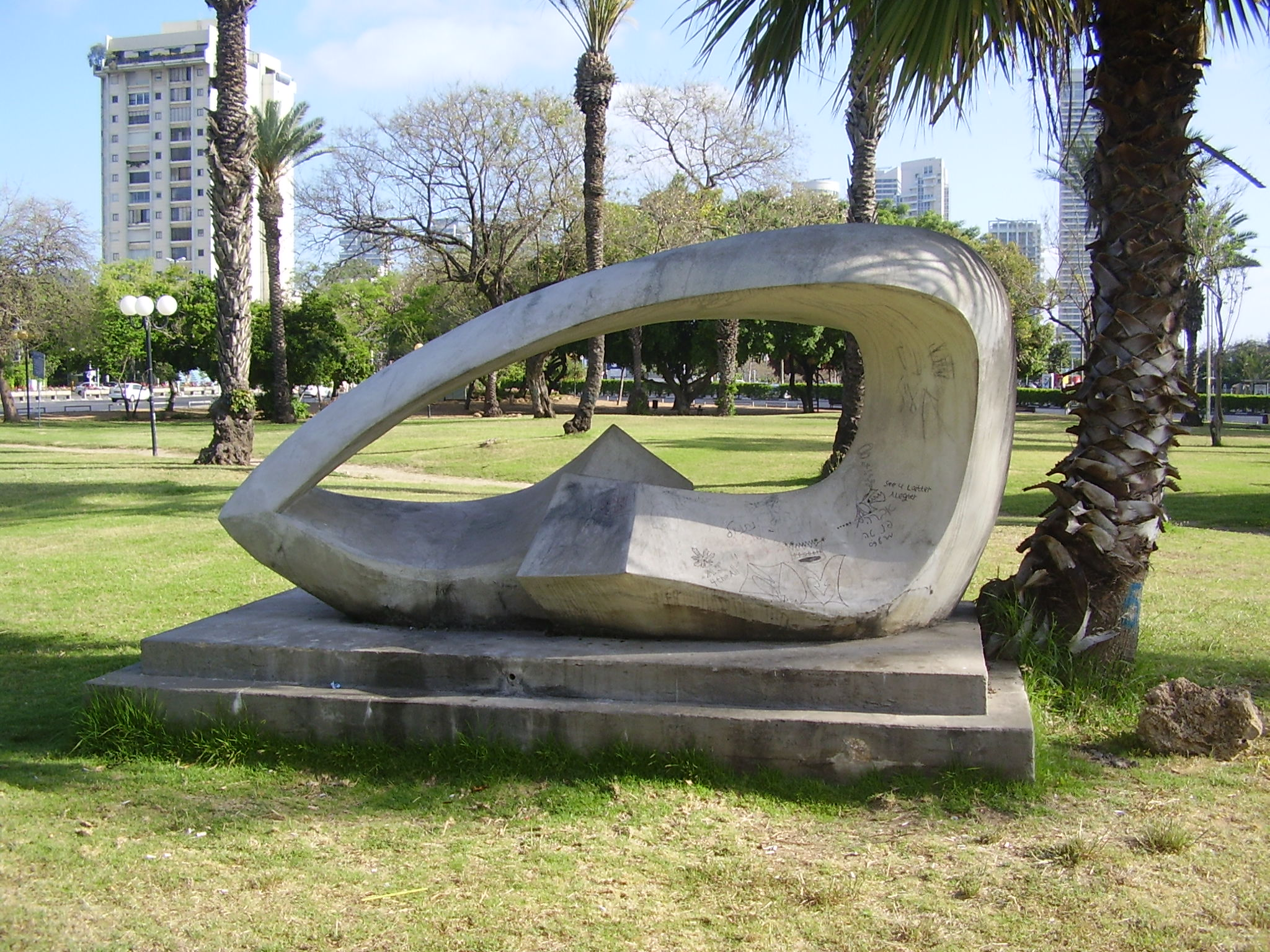
Tel Aviv